# Ölme
Ölme – miejscowość (tätort) w Szwecji, w regionie administracyjnym (län) Värmland, w gminie Kristinehamn.
Według danych Szwedzkiego Urzędu Statystycznego liczba ludności wyniosła: 218 (31 grudnia 2015), 212 (31 grudnia 2018) i 226 (31 grudnia 2019).